# Beaver County (Utah)
Beaver County ist ein County im Bundesstaat Utah der Vereinigten Staaten. Der Verwaltungssitz (County Seat) ist Beaver. 2020 lebten in Beaver County 7072 Einwohner.

## Geographie
Nach Angaben des US Census Bureau bedeckt Beaver County eine Fläche von 6714 Quadratkilometern, davon sind 6 Quadratkilometer Wasserflächen.
An der östlichen Grenze des Countys befinden sich die Tushar Mountains, die Höhen bis 3600 Meter erreichen. Es grenzt im Uhrzeigersinn an die Countys: Millard County, Iron County, Sevier County, Piute County und Lincoln County (Nevada).
Die Farmgebiete Beaver und Manderfield erhalten ihr Wasser aus dieser Region.

## Geschichte
Beaver County wurde im Jahre 1856 gegründet. Es bekam den Namen wegen der in dieser Region zahlreichen Biber.

## Demografische Daten

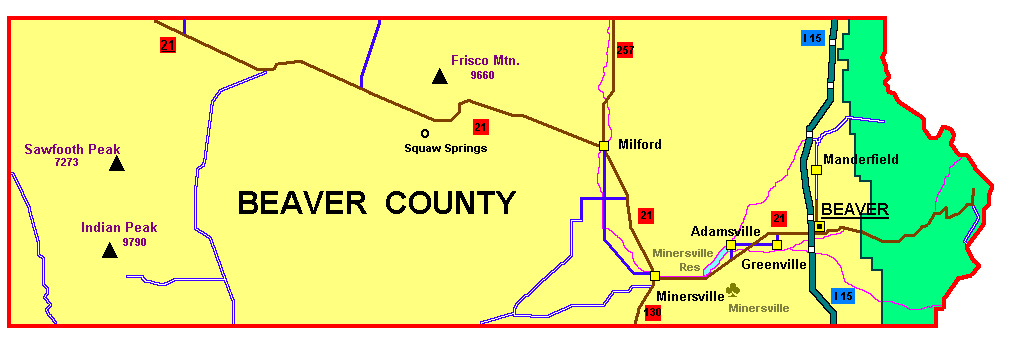
Beaver County Details (UT)

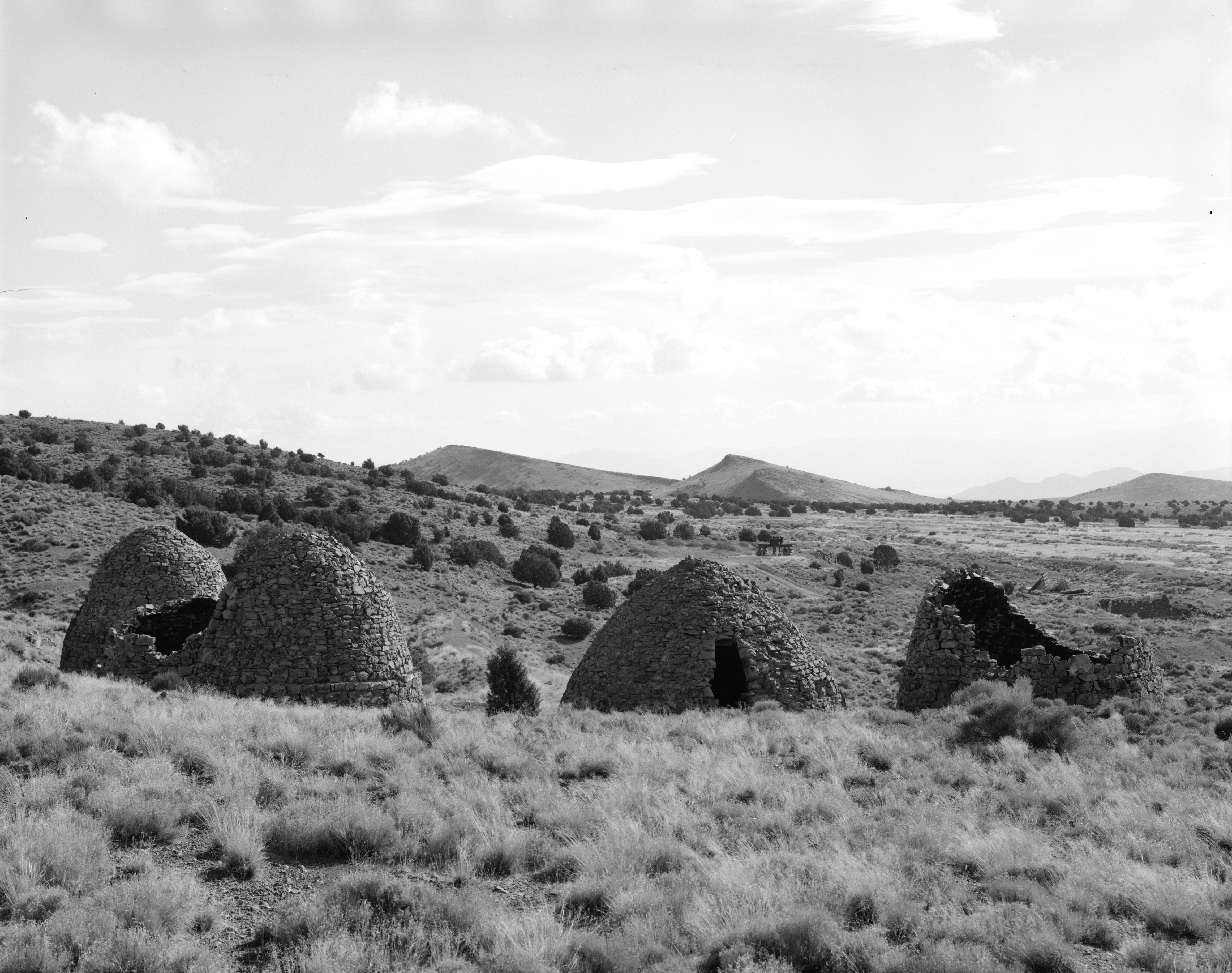
Die Frisco Charcoal Kilns, gelistet im NRHP mit der Nr. 82004793

Nach der Volkszählung im Jahr 2000 lebten im Beaver County 6005 Menschen. Es gab 1982 Haushalte und 1530 Familien. Die Bevölkerungsdichte betrug 1 Einwohner pro Quadratkilometer. Ethnisch betrachtet setzte sich die Bevölkerung zusammen aus 93,24 % Weißen, 0,27 % Afroamerikanern, 0,90 % amerikanischen Ureinwohnern, 0,62 % Asiaten, 0,08 % Bewohnern aus dem pazifischen Inselraum und 3,13 % aus anderen ethnischen Gruppen; 1,77 % stammten von zwei oder mehr ethnischen Gruppen ab. 5,55 % der Bevölkerung waren spanischer oder lateinamerikanischer Abstammung.
Von den 1982 Haushalten hatten 41,30 % Kinder und Jugendliche unter 18 Jahre, die bei ihnen lebten. 67,10 % waren verheiratete, zusammenlebende Paare, 7,00 % waren allein erziehende Mütter. 22,80 % waren keine Familien. 20,50 % waren Singlehaushalte und in 11,40 % lebten Menschen im Alter von 65 Jahren oder darüber. Die Durchschnittshaushaltsgröße betrug 2,93 und die durchschnittliche Familiengröße lag bei 3,42 Personen.
Auf das gesamte County bezogen setzte sich die Bevölkerung zusammen aus 33,50 % Einwohnern unter 18 Jahren, 9,40 % zwischen 18 und 24 Jahren, 24,00 % zwischen 25 und 44 Jahren, 19,20 % zwischen 45 und 64 Jahren und 13,90 % waren 65 Jahre alt oder darüber. Das Durchschnittsalter betrug 31 Jahre. Auf 100 weibliche Personen kamen 106,00 männliche Personen, auf 100 Frauen im Alter ab 18 Jahren kamen statistisch 106,40 Männer.
Das jährliche Durchschnittseinkommen eines Haushalts betrug 34.544 USD, das Durchschnittseinkommen der Familien betrug 39.253 USD. Männer hatten ein Durchschnittseinkommen von 31.083 USD, Frauen 17.635 USD. Das Prokopfeinkommen betrug 14.957 USD. 8,30 % der Bevölkerung und 6,20 % der Familien lebten unterhalb der Armutsgrenze. 9,00 % davon waren unter 18 Jahre und 9,00 % waren 65 Jahre oder älter.

## Städte und Orte
- Adamsville
- Beaver
- Blueacre
- Cunningham Hill
- Frisco
- Greenville
- Laho
- Manderfield
- Milford
- Minersville
- Murdock
- Newhouse
- North Creek
- Read
- Shauntie
- Shenendoah City
- Sulphurdale
- Thermo
- Upton
- Yellow Banks